# Espuma de cerveza

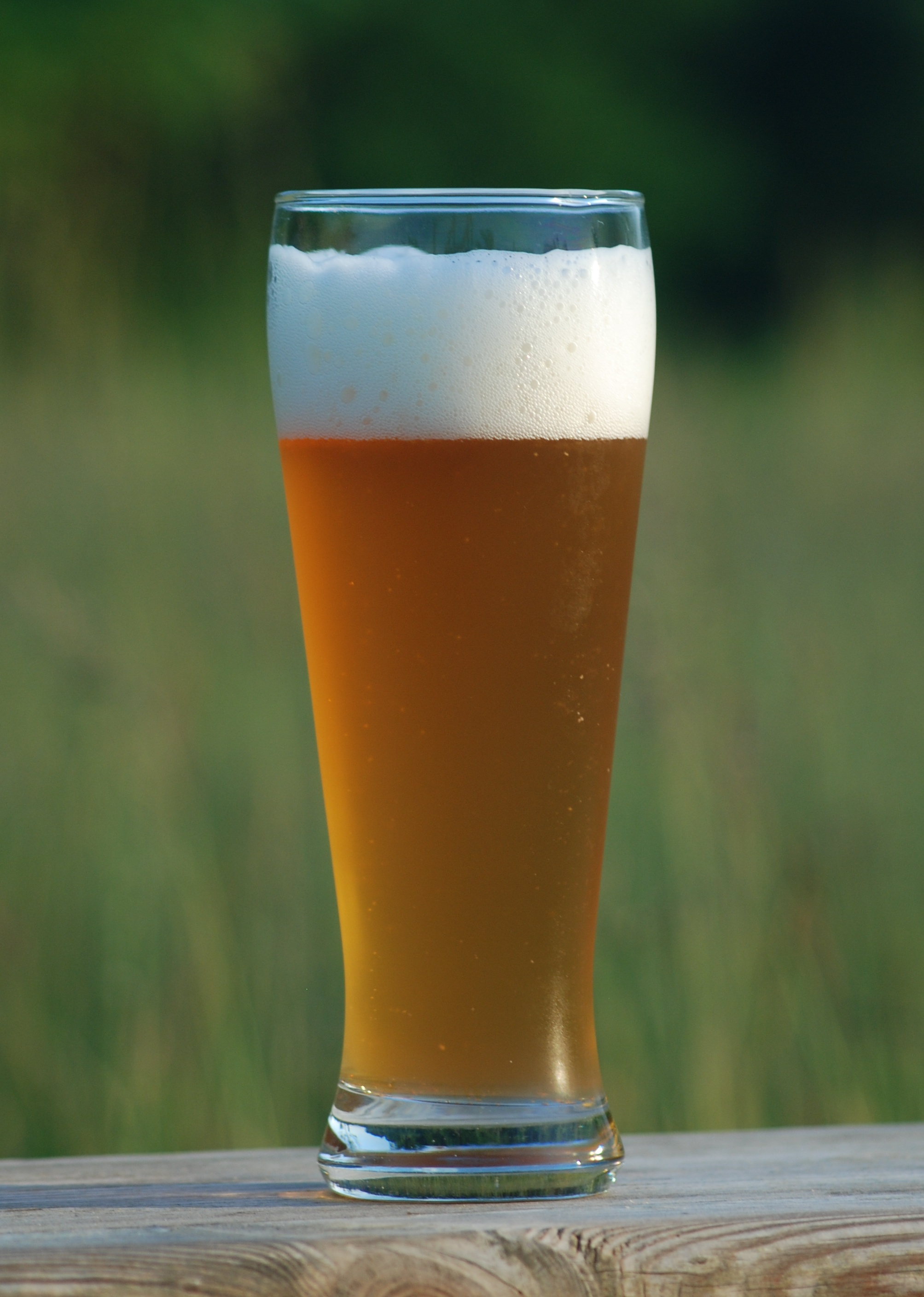
Algunas cervezas como la Weizenbier (cerveza de trigo) muestran una espuma densa en su parte superior.

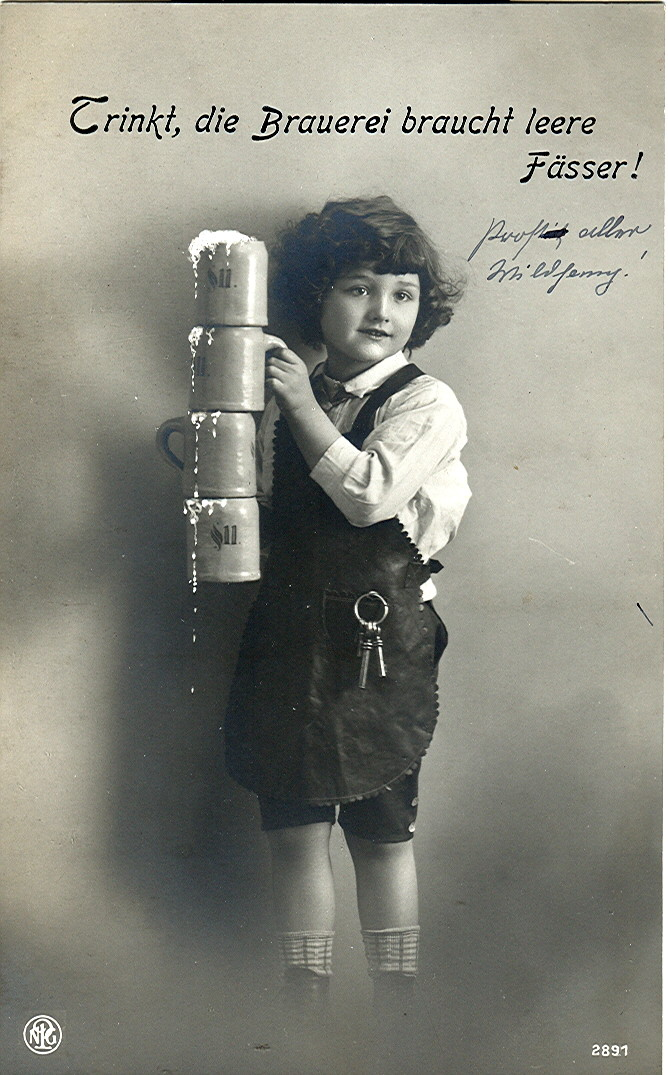
La espuma forma parte de la estética de la cerveza.

La espuma de la cerveza o giste (mencionado en el argot cervecero también como cabeza o corona) es una sustancia de aspecto globular que se encuentra en la parte superior de los vasos de cerveza. El contenido de las burbujas en el líquido es debido principalmente al dióxido de carbono (CO2) procedente de la fermentación alcohólica de cereales (tales como el trigo o la cebada): carbonación de la bebida. El giste es una de las primeras experiencias organolépticas al beber la cerveza. Las propiedades de una espuma son la densidad, la cremosidad, la adherencia al vidrio (denominado en el argot como cling) y la estabilidad, todas dependen del cereal empleado en su elaboración, del tipo de malta y los adjuntos añadidos al mosto. En general, las cervezas elaboradas con trigo tienden a generar más espuma, y son más estables en el tiempo, que las que se elaboran con cebada. Entre los consumidores existe un debate acerca de si la calidad de una cabeza sea indicador de una cerveza de calidad. El debate se centra en que ambos fenómenos estén, o no, necesariamente ligados.

## Características
La espuma de un vaso de cerveza se compone de una espuma seca en contacto directo con el aire, la espuma húmeda entre el líquido y la espuma seca, y la cerveza. El grosor de cada una de ellas cambia con el tiempo. Desde el primer instante que se vierte la cerveza en el vaso y se estabiliza la superficie, la espuma seca comienza a crecer en espesor debido a la cesión de líquido hacia las capas inferiores, incrementando el espesor de la capa de espuma húmeda. De la misma forma, la espuma húmeda cede líquido a la cerveza incrementando su volumen. La espuma consiste en burbujas apiladas que se deforman en formas poliédricas que contienen dióxido de carbono en su interior (CO2) debido a la carbonación. La fuerza que mantiene la espuma en una estructura estable es la tensión superficial de las burbujas. La densidad de la espuma dependerá por una parte del tamaño medio de las burbujas (diámetro medio), por otra del empaquetamiento compacto de las mismas en la red de la espuma. Entre los fenómenos físicos de estabilidad de las espumas se encuentra la denominada maduración de Ostwald, mediante este proceso las burbujas a diferentes presiones van cediendo gas de unas a otras. Las burbujas de menor tamaño van cediendo gas a las de mayor diámetro. Este proceso hace que evolucione la espuma proporcionando aromas al usuario.

## Estabilidad de la espuma
La estabilidad de la espuma es una de las cuestiones más importantes para la industria cervecera. Existen componentes que facilitan la estabilidad y también otros que eliminan la espuma. La estabilidad de la espuma se debe a las propiedades hidrófobas de algunos de sus componentes propios, como es el caso de la existencia de los polipéptidos y proteínas en el cereal malteado inicial. En general, las cervezas elaboradas con trigo tienden a generar más espuma, y más estable, que las que se elaboran con cebada (debido a su mayor contenido proteínico). La existencia de ácidos alfa procedentes del lúpulo favorece la estabilización de la espuma. La interacción con el vidrio del vaso es también una cuestión primordial en la formación y estabilidad de la espuma. La rugosidad del vidrio, la forma, y el grosor son parámetros que afectan a la espuma. Por regla general, la adherencia de la espuma al cristal es considerada por los usuarios como un parámetro de calidad, este fenómeno es denominado en inglés como: cling es muy importante a la hora de servir cerveza. 
Existen algunos compuestos exógenos que eliminan la espuma de la cerveza, un ejemplo suele ser el jabón y el detergente (o cualquier substancia tensoactiva). En algunas ocasiones los restos en un vaso mal enjuagado en un lavavajillas desestabilizan la espuma de la cerveza servida haciendo que desaparezca por completo. Otros desestabilizantes son los lípidos, es por esta razón por la que las cabezas de la cerveza suelen colapsar al ser servidas con comidas grasientas (salchichas, hamburguesas), o cuando se bebe directamente cuando se tiene pintalabios. Con el objeto de reducir el contenido endogénico de la cerveza de lípidos, durante la fermentación de las levaduras cerveceras se promueve la aparición de enzimas como la lipoxigenasa.

## Aditivos espumantes en la cerveza
Debido a la participación de la espuma en la estética de la cerveza, algunos cerveceros incluyen aditivos en la cerveza con el objeto de estabilizar sus espumas y que permanezcan el mayor tiempo posible en el vaso de sus consumidores. En algunos casos con tal de ofrecer cabezas llamativas se añade al mosto de la cerveza durante su elaboración aditivos con propiedades como el caso del alginato de propilenglicol (codificado como E-405). Su propiedad es la de formar y estabilizar la espuma.  Antiguamente se empleaba, en su lugar, el sulfato de cobalto. Existen otros métodos como la inyección de gas nitrógeno (N2) en el líquido proporciona estabilidad en la espuma. El promotor de este efecto con nitrógeno como gas inerte fue la cervecera irlandesa Guinness. La menor presión parcial del nitrógeno genera unas burbujas de menor tamaño que proporciona a la cerveza un aspecto más cremoso. 